# Atletica leggera ai Giochi della XXXI Olimpiade - Salto triplo femminile

Video ufficiale della Finale

Il salto triplo ha fatto parte del programma femminile di atletica leggera ai Giochi della XXXI Olimpiade. La competizione si è svolta nei giorni 13-14 agosto allo Stadio Nilton Santos di Rio de Janeiro.

## Presenze ed assenze delle campionesse in carica
Per i campionati europei si considera l'edizione del 2014.
| Competizione             | Atleta                  | Prestazione | Rio 2016   |
| ------------------------ | ----------------------- | ----------- | ---------- |
| Olimpiadi 2012           | Olga Rypakova           | 14,98 m     | Presente   |
| Commonwealth 2014        | Kimberly Williams       | 14,21 m     | Presente   |
| Europei 2014             | Olha Saladucha          | 14,73 m     | Presente   |
| Asiatici 2014            | Olga Rypakova           | 14,32 m     | Presente   |
| Panamericani 2015        | Caterine Ibargüen       | 15,08w m    | Presente   |
| Africani 2015            | Joëlle Mbumi Nkouindjin | 13,75 m     | Presente   |
| Mondiali 2015            | Caterine Ibargüen       | 14,90 m     | Presente   |
|                          |                         |             |            |
| Olimpiadi giovanili 2010 | Khadijatou Sagnia       | 13,56 m     | Solo Lungo |
| Mondiali junior 2012     | Ana Peleteiro           | 14,17 m     | Assente    |

## La gara
La stagione è stata dominata dalla colombiana Caterine Ibargüen, campionessa del mondo a Pechino, che ha saltato 15,04. L'unica altra atleta ad aver superato i 15 metri è la giovane venezuelana (21 anni) Yulimar Rojas. La campionessa olimpica in carica, Olga Rypakova, deve vedersela con le due sudamericane.

L'ucraina esordisce bene con 14,73 e si porta in testa alla classifica. Ma già al secondo turno la Ibargüen supera i 15 metri: 15,03. Al terzo la Rojas scavalca la Rypakova con 14,87.

La Ibargüen risponde alla quarta prova con 15,17, mentre la Rojas si migliora a 14,98.

Dopo un quinto turno interlocutorio (solo la Rypakova avanza di un centimetro: 14,74) la Ibargüen atterra nuovamente a 15,17 mettendosi l'oro al collo.

La ventenne Keturah Orji si classifica quarta con 14,71 al primo salto: è il nuovo record degli Stati Uniti e dell'America del Nord.
Caterine Ibargüen è la prima colombiana in assoluto a vincere un oro olimpico in atletica leggera. 

I parziali del suo quarto salto sono: 5,48 (balzo), 4,57 (passo) e 5,12 (salto).

## Risultati

### Qualificazioni
Qualificazione: 14,30 m (Q) o le migliori 12 misure (q).
| Posizione | Gruppo | Nome                    | Nazionalità     | Salti | Salti | Salti | Risultato | Note                                     |
| Posizione | Gruppo | Nome                    | Nazionalità     | 1°    | 2°    | 3°    | Risultato | Note                                     |
| --------- | ------ | ----------------------- | --------------- | ----- | ----- | ----- | --------- | ---------------------------------------- |
| 1         | B      | Caterine Ibargüen       | Colombia        | 14,52 |       |       | 14,52     | Q                                        |
| 2         | A      | Paraskeuī Papachristou  | Grecia          | 13,83 | 14,43 |       | 14,43     | Q                                        |
| 3         | B      | Olga Rypakova           | Kazakistan      | 14,10 | 14,39 |       | 14,39     | Q                                        |
| 4         | B      | Kristin Gierisch        | Germania        | 13,97 | 13,81 | 14,26 | 14,26     | q                                        |
| 5         | A      | Kristiina Mäkelä        | Finlandia       | 13,73 | 14,01 | 14,24 | 14,24     | q                                        |
| 6         | B      | Kimberly Williams       | Giamaica        | 14,19 | 14,03 | 14,22 | 14,22     | q                                        |
| 7         | A      | Yulimar Rojas           | Venezuela       | 14,21 | 13,79 | 12,89 | 14,21     | q                                        |
| 8         | A      | Hanna Knyazyeva-Minenko | Israele         | n     | n     | 14,20 | 14,20     | q                                        |
| 9         | B      | Patrícia Mamona         | Portogallo      | 13,80 | 14,07 | 14,18 | 14,18     | q                                        |
| 10        | B      | Anna Jagaciak-Michalska | Polonia         | 14,04 | 14,13 | n     | 14,13     | q                                        |
| 11        | A      | Susana Costa            | Portogallo      | 13,70 | 13,72 | 14,12 | 14,12     | q                                        |
| 12        | B      | Keturah Orji            | Stati Uniti     | n     | 14,08 | n     | 14,08     | q                                        |
| 13        | A      | Jenny Elbe              | Germania        | 14,00 | 13,85 | 14,02 | 14,02     |                                          |
| 14        | A      | Shanieka Thomas         | Giamaica        | 13,95 | 13,95 | 14,02 | 14,02     |                                          |
| 15        | B      | Christina Epps          | Stati Uniti     | 14,01 | n     | n     | 14,01     |                                          |
| 16        | A      | Elena Panțuroiu         | Romania         | 14,00 | n     | 13,68 | 14,00     |                                          |
| 17        | B      | Dana Velďáková          | Slovacchia      | 13,74 | 13,98 | n     | 13,98     |                                          |
| 18        | B      | Olha Saladuha           | Ucraina         | 13,77 | 13,97 | 13,61 | 13,97     |                                          |
| 19        | A      | Jeanine Assani Issouf   | Francia         | 13,51 | n     | 13,97 | 13,97     |                                          |
| 20        | A      | Yosiri Urrutia          | Colombia        | 13,67 | 13,95 | n     | 13,95     |                                          |
| 21        | A      | Andrea Geubelle         | Stati Uniti     | 13,67 | n     | 13,93 | 13,93     |                                          |
| 22        | B      | Gabriela Petrova        | Bulgaria        | n     | 13,50 | 13,92 | 13,92     |                                          |
| 23        | B      | Núbia Soares            | Brasile         | n     | 13,81 | 13,85 | 13,85     |                                          |
| 24        | A      | Keila Costa             | Brasile         | n     | 13,62 | 13,78 | 13,78     |                                          |
| 25        | A      | Liadagmis Povea         | Cuba            | 13,60 | 13,63 | 13,55 | 13,78     |                                          |
| 26        | A      | Ruslana Tsykhotska      | Ucraina         | 13,16 | 13,19 | 13,63 | 13,63     |                                          |
| 27        | B      | Ana José Tima           | Rep. Dominicana | 13,61 | 13,59 | 13,28 | 13,61     |                                          |
| 28        | B      | Dariya Derkach          | Italia          | 13,19 | 13,55 | 13,56 | 13,56     |                                          |
| 29        | B      | Yekaterina Ektova       | Kazakistan      | 13,38 | 13,31 | 13,51 | 13,51     |                                          |
| 30        | B      | Cristina Bujin          | Romania         | n     | n     | 13,38 | 13,38     |                                          |
| 31        | B      | Iryna Vaskouskaya       | Bielorussia     | 12,85 | 13,35 | 13,23 | 13,35     |                                          |
| 32        | A      | Patricia Sarrapio       | Spagna          | 13,35 | n     | n     | 13,35     |                                          |
| 33        | A      | Irina Ektova            | Kazakistan      | n     | 13,17 | 13,33 | 13,33     |                                          |
| 34        | B      | Li Xiaohong             | Cina            | 13,30 | n     | 13,25 | 13,30     | Miglior prestazione personale stagionale |
| 35        | A      | Natallia Viatkina       | Bielorussia     | n     | 13,14 | 13,25 | 13,25     |                                          |
| 36        | B      | Joëlle Mbumi Nkouindjin | Camerun         | 13,11 | 12,33 | 12,58 | 13,11     |                                          |
| 37        | A      | Thea LaFond             | Dominica        | 12,82 | n     | n     | 12,82     |                                          |

### Finale
| Record mondiale      | Inesa Kravec'          | 15,50 m | Göteborg | 10 agosto 1995 |
| Record olimpico      | Françoise Mbango Etone | 15,39 m | Pechino  | 17 agosto 2008 |
| Capolista stagionale | Caterine Ibargüen      | 15,04 m | Doha     | 6 maggio 2016  |

Domenica 14 agosto, ore 20:55.
| Pos.    | Atleta                  | Età | Nazione     | Salti | Salti | Salti | Salti           | Salti           | Salti           | Misura | Note             |
| Pos.    | Atleta                  | Età | Nazione     | 1°    | 2°    | 3°    | 4°              | 5°              | 6°              | Misura | Note             |
| ------- | ----------------------- | --- | ----------- | ----- | ----- | ----- | --------------- | --------------- | --------------- | ------ | ---------------- |
| Oro     | Caterine Ibargüen       | 32  | Colombia    | 14,65 | 15,03 | 14,38 | 15,17           | 14,76           | 15,17           | 15,17  |                  |
| Argento | Yulimar Rojas           | 21  | Venezuela   | 14,32 | n     | 14,87 | 14,98           | 14,66           | 14,95           | 14,98  |                  |
| Bronzo  | Olga Rypakova           | 32  | Kazakistan  | 14,73 | 14,49 | 14,52 | 14,20           | 14,74           | 14,58           | 14,74  |                  |
| 4       | Keturah Orji            | 20  | Stati Uniti | 14,71 | n     | n     | 14,50           | 14,40           | 14,39           | 14,71  | Record nazionale |
| 5       | Hanna Knyazyeva-Minenko | 27  | Israele     | 14,25 | 14,39 | 14,32 | 14,68           | n               | 14,33           | 14,68  |                  |
| 6       | Patrícia Mamona         | 28  | Portogallo  | 14,39 | 14,14 | 14,45 | 14,42           | 14,65           | 14,59           | 14,65  | Record nazionale |
| 7       | Kimberly Williams       | 28  | Giamaica    | 14,33 | 14,48 | n     | 14,38           | n               | 14,53           | 14,53  |                  |
| 8       | Paraskeuī Papachristou  | 27  | Grecia      | 14,26 | 14,19 | n     | 14,04           | 13,99           | 13,81           | 14,26  |                  |
| 9       | Susana Costa            | 32  | Portogallo  | n     | n     | 14,12 | Non qualificate | Non qualificate | Non qualificate | 14,12  |                  |
| 10      | Anna Jagaciak-Michalska | 26  | Polonia     | 14,07 | n     | 13,84 | Non qualificate | Non qualificate | Non qualificate | 14,07  |                  |
| 11      | Kristin Gierisch        | 26  | Germania    | 13,65 | 13,96 | n     | Non qualificate | Non qualificate | Non qualificate | 13,96  |                  |
| 12      | Kristiina Mäkelä        | 24  | Finlandia   | n     | 13,95 | 13,70 | Non qualificate | Non qualificate | Non qualificate | 13,95  |                  |